# Формула-1 — Гран-прі Німеччини 1968
Гран-прі Німеччини 1968 року — восьмий етап чемпіонату світу 1968 року з автоперегонів у класі Формула-1, який відбувся 4 серпня на трасі Нюрбургринг. Мав почесний титул Гран-прі Європи. Відомий несприятливими погодними умовами, оскільки протягом усієї гонки над трасою стояв сильний туман і, переважно, йшов дощ.
Джекі Стюарт здобув свою четверту перемогу та показав найшвидше коло. Випередивши наприкінці першого кола Ґрема Хілла, лідирував до самого фініша. Даний гран-прі вважається найкращою гонкою шотландця в кар'єрі, з чим він сам погоджується, зауважуючи, що завжди хотів виграти на Нюрбургрингу.

## Передумови гран-прі

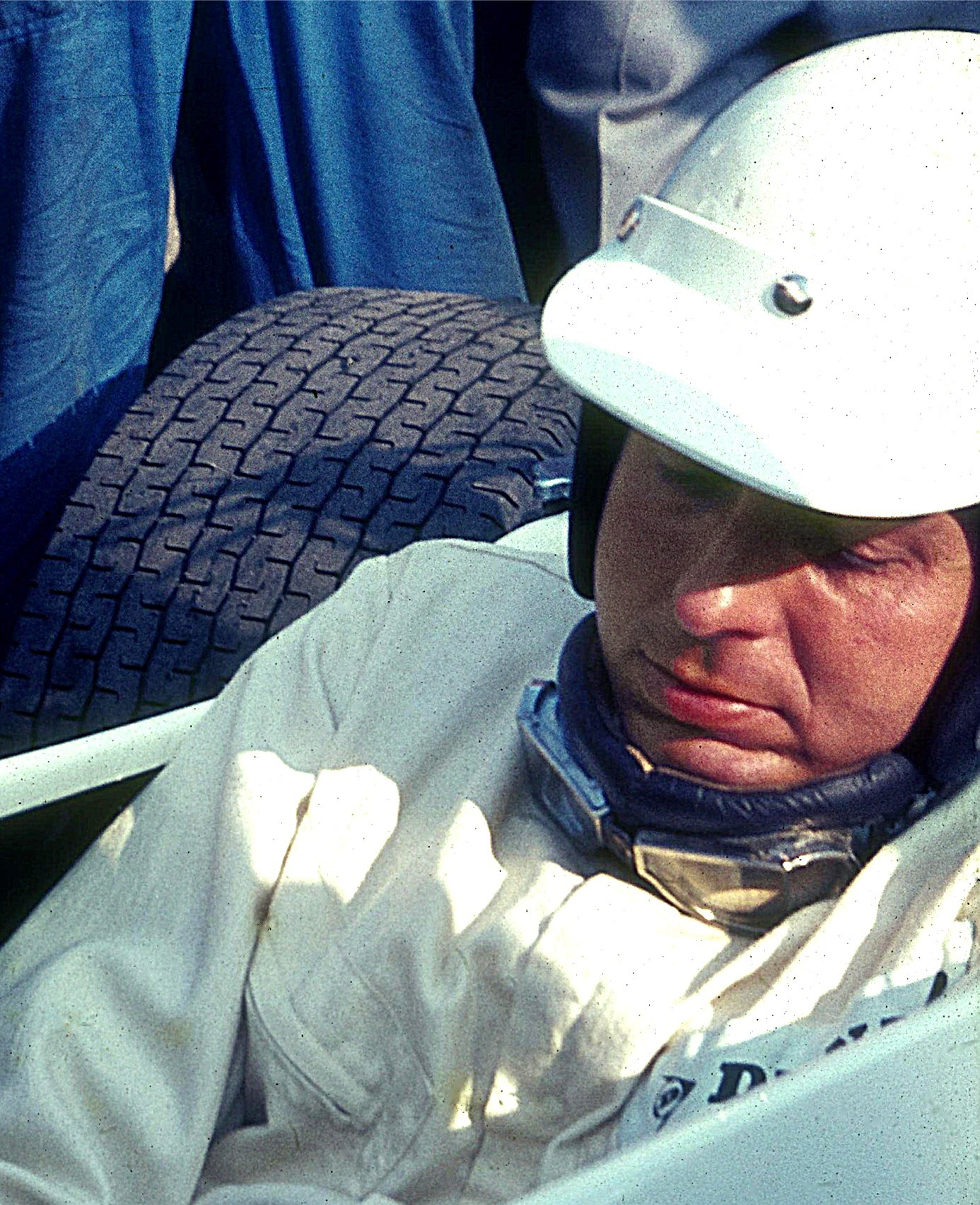
Г'юберт Гане

Після попереднього гран-прі Великої Британії склад учасників майже не змінився. До пелетону додалися місцеві гонщики Курт Аренс, якому позичили запасний заводський Бребгем, і Г'юберт Гане. Ґрем Хілл продовжував очолювати особистий залік чемпіонату, будучи єдиним з гонщиків з двома перемогами на рахунку. Ден Ґерні вперше в історії формули-1 виступав у повнолицевому шоломі. Джекі Стюарт прибув на перегони з не до кінця вилікуваним переломом зап'ястя. Дивлячись з літака на погоду на трасі, він сказав Ґрему Хіллу: «У ці вихідні буде Зелене Пекло» (англ. «It's going to be the Green Hell this weekend»). Даний термін використовується дотепер.
Г'юберт Гане у четвер, перед офіційним тренуванням, на південній петлі Нюрбургрингу протестував BMW на удосконаленомум шасі BMW Lola та з дволітровим двигуном Apfelbeck.

## Вільні заїзди

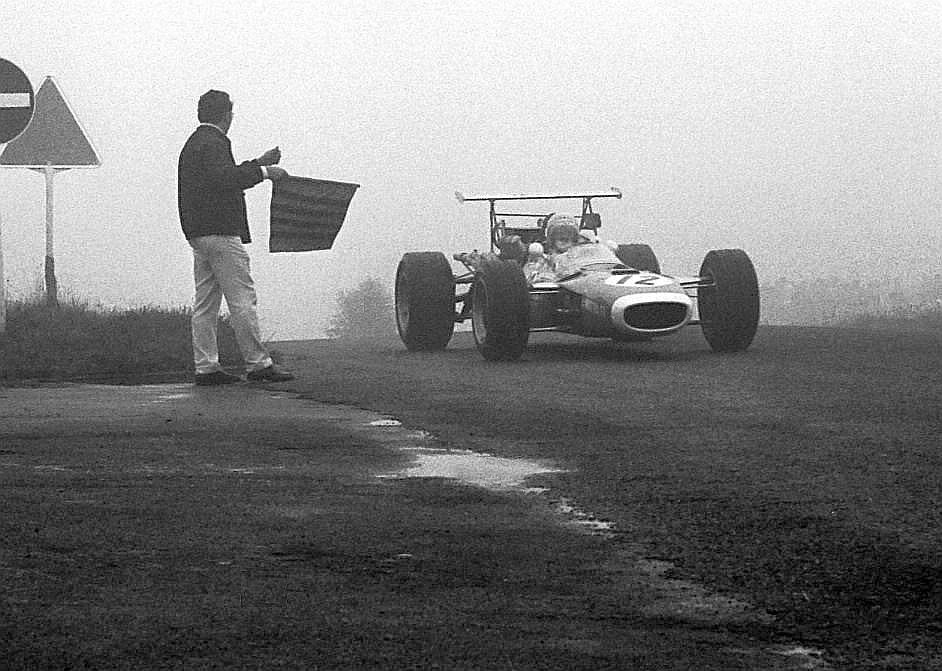
Жан-П'єр Бельтуаз на вільних заїздах

У п'ятницю вранці розпочалося перше тренування. Туман був дуже густим, видимість впала до 200 ярдів і продовжувала знижуватись. Джекі Стюарт, зробивши 15 кіл короткою петлею Нюрбургрингу, припинив тренування, оскільки Кен Тіррелл вважав нерозумним ризикувати автівкою у таких несприятливих умовах. Більшість гонщиків наслідували його приклад. До початку денної сесії погода ще погіршилася, і організатори відмінили тренування із заявою, що умови є надто поганими, аби дозволити виїзд на трасу. В суботу пройшло одне тренування у схожих умовах: через дощ і сильний туман можна було побачити лише зону старту та фінішу. Жана-П'єра Бельтуаза, який не прибув на трасу замінив Джонні Серво-Гавен. У день гонки рано-вранці організатори влаштували додаткову сесію, оскільки гонщики скаржилися на брак часу тренувань. Втім, це мало допомогло. Погода продовжувала залишатись несприятливою: йшов сильний дощ, місцями стояв дуже густий туман. За відгуками, маршали з прапорами не могли бачити один одного.

## Кваліфікація
| Поз | №  | Пілот             | Команда       | Час     | На колі |
| --- | -- | ----------------- | ------------- | ------- | ------- |
| 1   | 9  | Жакі Ікс          | Феррарі       | 9:04.0  | —       |
| 2   | 8  | Кріс Еймон        | Феррарі       | 9:14.9  | +10.9   |
| 3   | 5  | Йохен Ріндт       | Бребгем-Репко | 9:31.9  | +27.9   |
| 4   | 3  | Ґрем Хілл         | Лотус-Форд    | 9:46.0  | +42.0   |
| 5   | 20 | Вік Елфорд        | Купер-БРМ     | 9:53.0  | +49.0   |
| 6   | 6  | Джекі Стюарт      | Матра-Форд    | 9:54.2  | +50.2   |
| 7   | 7  | Джон Сертіс       | Хонда         | 9:57.8  | +53.8   |
| 8   | 22 | Пірс Кураж        | БРМ           | 10:00.1 | +56.1   |
| 9   | 16 | Йо Зіфферт        | Лотус-Форд    | 10:03.4 | +59.4   |
| 10  | 14 | Ден Ґерні         | ААР Іґл       | 10:13.9 | +1:09.9 |
| 11  | 1  | Денні Хальм       | Макларен-Форд | 10:16.0 | +1:12.0 |
| 12  | 12 | Жан-П'єр Бельтуаз | Матра         | 10:17.3 | +1:13.3 |
| 13  | 21 | Джекі Олівер      | Лотус-Форд    | 10:18.7 | +1:14.7 |
| 14  | 10 | Педро Родрігес    | БРМ           | 10:19.7 | +1:15.7 |
| 15  | 4  | Джек Бребгем      | Бребгем-Репко | 10:23.1 | +1:19.1 |
| 16  | 2  | Брюс Макларен     | Макларен-Форд | 10:33.0 | +1:29.0 |
| 17  | 17 | Курт Аренс        | Бребгем-Репко | 10:37.3 | +1:33.3 |
| 18  | 18 | Г'юберт Гане      | Лола-БМВ      | 10:42.9 | +1:38.9 |
| 19  | 19 | Люсьєн Б'янкі     | Купер-БРМ     | 10:46.6 | +1:42.6 |
| 20  | 11 | Річард Еттвуд     | БРМ           | 10:48.2 | +1:44.2 |
| 21  | 23 | Сільвіо Мозер     | Бребгем-Репко |         |         |
|     |    |                   |               |         |         |

## Хід перегонів
Вранці в день перегонів стояв густий туман, видимість на деяких ділянках траси складала менш ніж 50 метрів. Керівництво гонки доручило представникам GPDA Йоакіму Боньє та Ґрему Хіллу оцінити ситуацію. Не в останню чергу через те, що на гран-прі прийшло близько 250 000 глядачів, вони виступили за проведення гонки. В надії, що погода покращиться, старт відклали на годину. Хоча жодних змін не відбулося, гран-прі, зрештою, почалася.

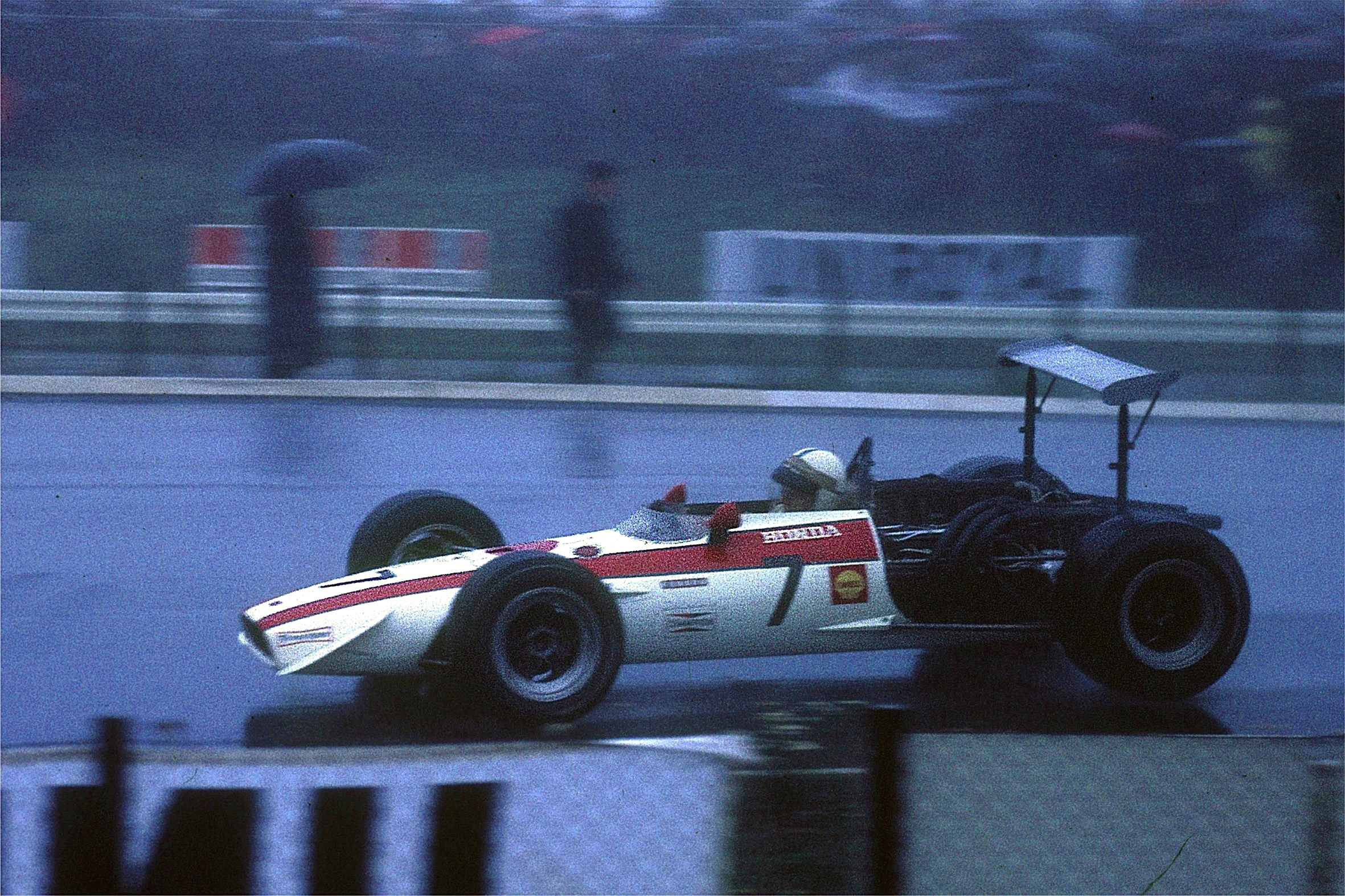
Джон Сертіс під дощем гран-прі

Процедура старту з незрозумілих причин затягнулася. Спершу був показаний знак «Їхати за дві хвилини», і водії завели двигуни. Після цього довгий час нічого не відбувалося. Потім було показано табличку «Їхати за три хвилини». Час простою негативно відбивався на двигунах, і Джон Сертіс був змушений зійти з дистанції після першого кола через проблеми з його перегріванням. Також на першому колі зійшов Вік Елфорд: втративши управління через бризки, він розбив свій Купер об захисну огорожу. Жакі Ікс, який у кваліфікації виграв поул, на старті забуксував і відкотився назад, а незабаром у нього тріснуло скло шолому, і бельгійцю довелося скинути швидкість, аби мати можливість хоч щось розгледіти.
Після старту, що проходив під проливним дощем, Хілл випередив Еймона, Ріндта та Стюарта. Однак, наприкінці першого кола Стюарт, який увійшов у перший поворот третім, вирвався уперед і відірвався на дев'ять секунд, максимально ефективно використовуючи свої шини Dunlop для сильного дощу. До кінця другого кола перевага шотландця збільшилася до 34 секунд, а після 14 кіл — більше, ніж на чотири хвилини.
Ріндт, Ґерні та Ікс трималися близько один до одного, у той час як Кураж відстав від Бребгема, але залишався попереду Зіфферта.
Потім Ікс випередив Ґерні на відрізку Flugplatz, а через кілька поворотів одна з шин американця отримала прокол, коли він наїхав на бордюр, намагаючись не відстати. За час, коли він дістався боксів, і поставив нове колесо, Ґерні опинився в хвості пелетону. Еймон продовжувати атакувати Гілла. Зіферт вибув після чергової зупинки через проблеми з запалюванням, також викликані довгим очікуванням старту, а Б'янкі зійшов з дистанції через витік палива до кабіни.

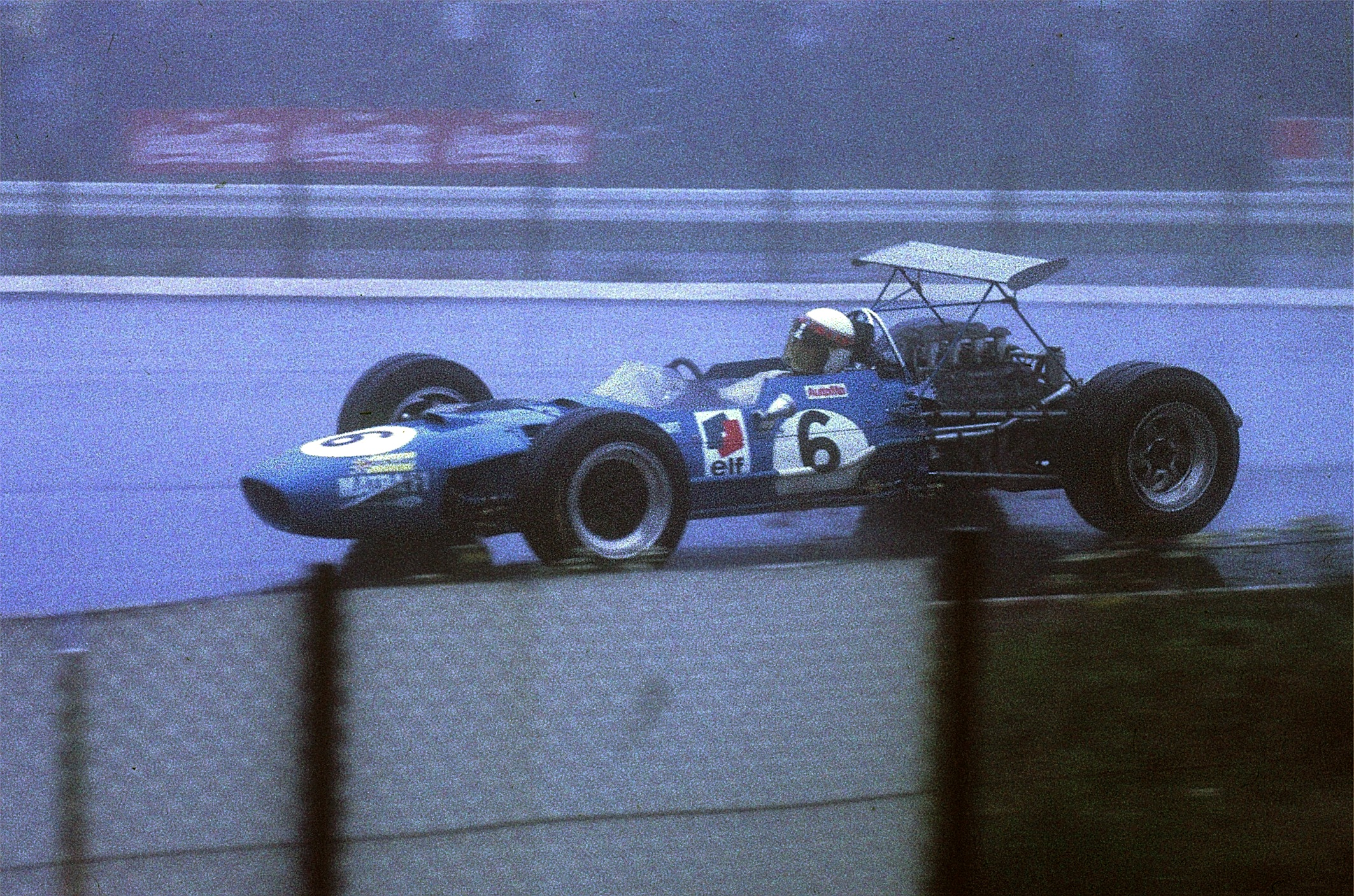
Джекі Стюарт лідирує у перегонах

Бребгем стримував групу, що складалася з Хальма, Куража, Родрігеса, Бельтуаза, Гане й Аренса, у той час як Ґерні обійшов Еттвуда та наздогнав Олівера. Ікс заїхавши на піт-стоп через проблеми з шоломом, повернувся між Ріндтом і Бребгемом. Бельтуаз зійшов після восьми кіл дистанції. У Ґерні й Аренса почалися проблеми з запалюванням.
На дев'ятому колі у Аренса ще й заслабла планка кріплення заднього крила. В результаті воно замість притискної сили створювало піднімальну. У Еймона почалися негаразди з диференціалом.
За три кола до фінішу дощ посильнішав на всьому протязі траси. На 12-му колі Хілла розвернуло, але він зміг вибратися з автівки, підштовхнути її та перезапустити двигун до під'їзду Ріндта, оскільки Еймона, який їхав третім, розвернуло раніше на тому ж колі. Не знаючи, що новозеландець зійшов, Хілл був здивований, що Ферарі не проїхала повз. Хальм без спротиву поступився шостим місцем Родрігесу, оскільки через туман не підозрював, що БРМ вже на відстані атаки. Хіллу вдалося втримати Ріндта позаду і з другим місцем звести до мінімуму втрати у лідерстві в чемпіонаті. Очки набрали також австралієць Джек Бребгем і мексиканець Педро Родрігес.

## Результати
|      | Пілот             | Команда       | Кіл | Час                          | Старт | Очок |
| ---- | ----------------- | ------------- | --- | ---------------------------- | ----- | ---- |
| 1    | Джекі Стюарт      | Матра-Форд    | 14  | 2:19:03.2                    | 6     | 9    |
| 2    | Ґрем Хілл         | Лотус-Форд    | 14  | + 4:03.2                     | 4     | 6    |
| 3    | Йохен Ріндт       | Бребгем-Репко | 14  | + 4:09.4                     | 3     | 4    |
| 4    | Жакі Ікс          | Феррарі       | 14  | +5:55,2                      | 1     | 3    |
| 5    | Джек Бребем       | Бребгем-Репко | 14  | + 6:21,1                     | 15    | 2    |
| 6    | Педро Родрігес    | БРМ           | 14  | +6:25.0                      | 14    | 1    |
| 7    | Денні Гальм       | Макларен-Форд | 14  | + 6:31.0                     | 11    |      |
| 8    | Пірс Кураж        | БРМ           | 14  | +7:56,4                      | 8     |      |
| 9    | Ден Ґерні         | ААР Іґл       | 14  | + 8:13,7                     | 10    |      |
| 10   | Г'юберт Гане      | Лола-БМВ      | 14  | + 10:11,4                    | 18    |      |
| 11   | Джекі Олівер      | Лотус-Форд    | 13  | +1 коло                      | 13    |      |
| 12   | Курт Аренс        | Бребгем-Репко | 13  | +1 коло                      | 17    |      |
| 13   | Брюс Макларен     | Макларен-Форд | 13  | +1 коло                      | 16    |      |
| 14   | Річард Еттвуд     | БРМ           | 13  | +1 коло                      | 20    |      |
| Схід | Кріс Еймон        | Феррарі       | 11  | аварія                       | 2     |      |
| Схід | Жан-П'єр Бельтуаз | Матра         | 8   | аварія                       | 12    |      |
| Схід | Йо Зіфферт        | Лотус-Форд    | 6   | запалювання                  | 9     |      |
| Схід | Люсьєн Б'янкі     | Купер-БРМ     | 6   | витік масла                  | 19    |      |
| Схід | Джон Сертіс       | Хонда         | 3   | перегрів двигуна/запалювання | 7     |      |
| Схід | Вік Елфорд        | Купер-БРМ     | 0   | аварія                       | 5     |      |
| НС   | Сільвіо Мозер     | Бребгем-Репко |     | паливний насос               |       |      |

## Кола лідирування
- 1—14 — Джекі Стюарт.

## Відгуки гонщиків

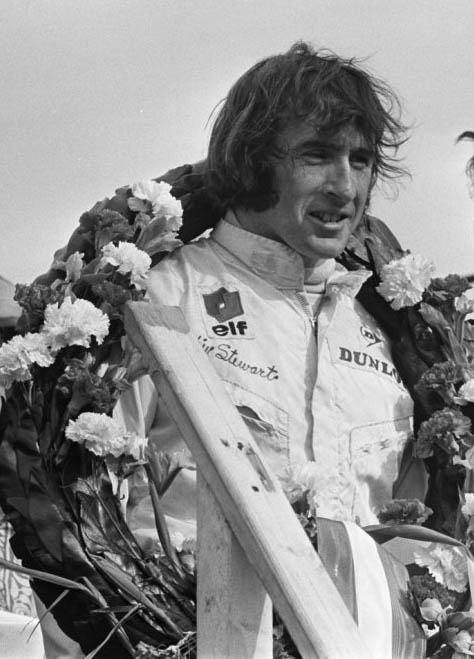
Джекі Стюарт

Переможець Джекі Стюарт так змальовував початок гран-прі:
«Бризки були абсолютно неймовірними — не було видно нічого взагалі! Ані точок гальмування, ані боліда попереду, тільки суцільна стіна бризок. Я спробував вийти з бризок, пройшовши внутрішнім радіусом, і лише тоді мені стало видно трохи виразніше. Страшно навіть подумати, що діялося позаду мене!
Така ситуація тривала більшу частину кола, але я пройшов Кріса Еймона майже у тому самому місці, де під час тренування вилетів Джекі Олівер; тобто на підйомі Adenau. Я був просто щасливий, здійснивши обгін, тому що аж до цього моменту я не пам'ятаю, коли відчував більший страх, перебуваючи в гоночному боліді. На будь-якій іншій трасі такі умови здалися б жахливими; але Ви навіть не можете уявити, наскільки поганими вони були на Нюрбургрингу. Траса вузька, нерівності настільки різко виражені, повороти настільки численні, що навіть у ясний день Ви навряд чи пам'ятаєте, в якому місці траси знаходитесь, а в тумані і в постійних бризках Ви взагалі про це поняття не маєте. Крім того, Ви постійно стурбовані тим фактом, що акваплануєте не тільки Ви, а й болід, що попереду.»

## Положення в чемпіонаті після Гран-прі
| Поз | Пілот          | Очки |
| --- | -------------- | ---- |
| 1   | Ґрем Хілл      | 30   |
| 2   | Джекі Стюарт   | 26   |
| 3   | Жакі Ікс       | 23   |
| 4   | Денні Гальм    | 15   |
| 5   | Педро Родрігес | 11   |

| Поз | Конструктор   | Очки |
| --- | ------------- | ---- |
| 1   | Лотус-Форд    | 44   |
| 2   | Матра-Форд    | 29   |
| 3   | Феррарі       | 28   |
| 4   | Макларен-Форд | 22   |
| 5   | БРМ           | 18   |

- Примітка: Тільки 5 позицій включені в обидві таблиці.

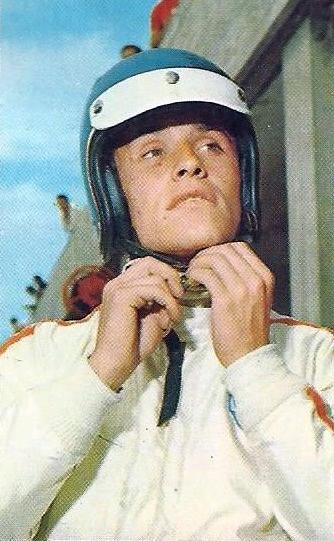
Жакі Ікс

## Деталі
- Перший поул для Жакі Ікса та перше швидке коло Джекі Стюарта;
- Жакі Ікс у віці 23 років став наймолодшим володарем поулу на той час.[10] Рекорд був перекритий Андреа де Чезарісом у 1982 році.
- 100-й гран-прі для команди Лотус.[11]

## Цікавий факт
- Перегони Формули Vee, які проходили в той же день на Нюрбургрингу, виграв Гельмут Марко, який наразі є консультантом команди Формули-1 Red Bull Racing.[12][7]